# Lissonota cruentator

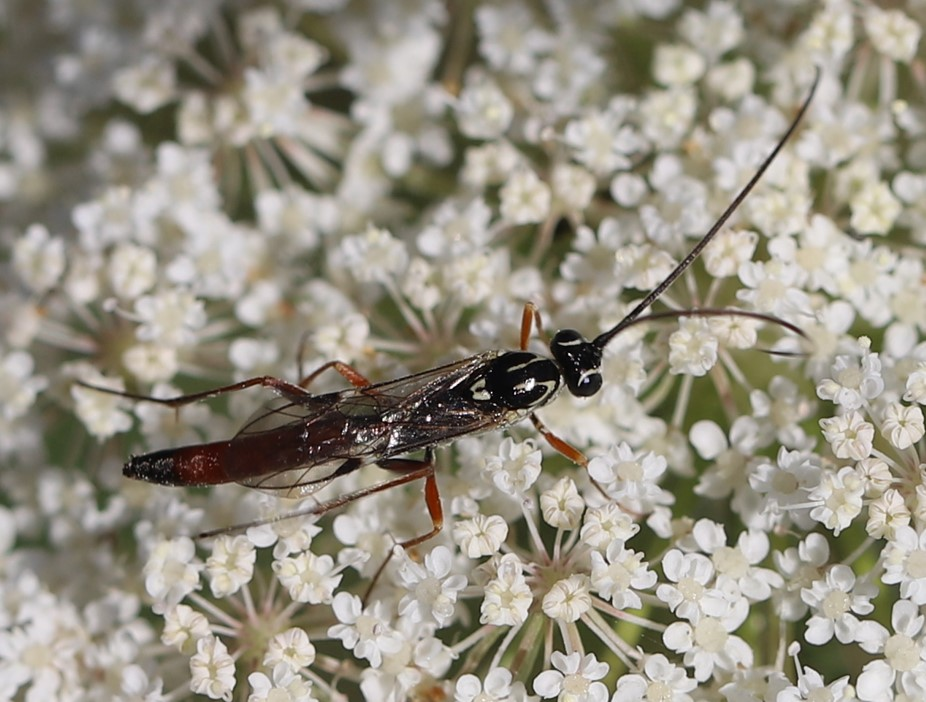
Lissonota cruentator ♂

Lissonota cruentator ist eine Schlupfwespe aus der Unterfamilie der Banchinae. Sie zählt innerhalb der artenreichen Gattung Lissonota zur Untergattung Loxonota. Die Art wurde von Georg Wolfgang Franz Panzer im Jahr 1809 als Alomya cruentator erstbeschrieben. Das lateinische Art-Epitheton cruentator leitet sich von dem Verb cruentō ab und bedeutet in etwa „blutig“. Ein Synonym ist Lissonota insignita Gravenhorst, 1829.

## Merkmale
Die Schlupfwespen sind etwa 10–13 mm lang. Kopf und Thorax sind überwiegend schwarz gefärbt. Die Vorderflügel weisen ein schmales dunkelbraunes Pterostigma mit einer weißlich gelben Basis auf. Es gibt ein viereckiges Areolet (kleine geschlossene Flügelzelle). Die Flügeladern sind teilweise weißlich gelb gefärbt.
Für die Weibchen gilt außerdem: Die Tergite 2 und 3 sowie die basale Hälfte von Tergit 4 sind rot gefärbt. Das erste Tergit sowie das Hinterleibsende ist schwarz. Die Facettenaugen sind mit Ausnahme der äußeren Seiten weißlich gelb gerandet. Die Vorderflügelbasis ist weißlich gelb. Die Coxae sind verdunkelt. Die vorderen und mittleren Beine sind gelbrot gefärbt. Die hinteren Femora sowie die hinteren Tarsen sind verdunkelt. Die hinteren Tibien sind rötlich verdunkelt. Der leicht nach oben gebogene Ovipositor hat etwa die 1,1–1,2-fache Körperlänge.
Für die Männchen gilt: Der Hinterleib ist überwiegend rot gefärbt. Das Hinterleibsende ist verdunkelt. Die Augen sind genauso wie bei den Weibchen weißlich gelb gerandet. Das Pronotum weist zwei V-förmige weißlich gelbe Flecke auf. Die Flecke können auch unvollständig ausgebildet sein. Auf dem Scutellum befindet sich ein annähernd W-förmiger weißlich gelber Fleck. Die Tegulae sind weißlich-gelb gefärbt. Die Beine sind rotgelb gefärbt.

## Verbreitung
Lissonota cruentator ist in der Paläarktis heimisch. In Europa ist die Art weit verbreitet. Das Vorkommen reicht von Fennoskandinavien im Norden bis in den Mittelmeerraum und nach Nordafrika. Auf den Britischen Inseln ist die Art ebenfalls vertreten. Nach Osten reicht das Vorkommen über Kleinasien bis in den Nahen Osten, den Kaukasus und in die Orientalis.

## Lebensweise
Die Flugzeit der Weibchen dauert von Ende Juli bis Mitte September, die der Männchen von Ende Juli bis Ende August. Die Schlupfwespen trifft man meist an Doldenblütlern wie dem Berg-Haarstrang oder der Wilden Möhre an. Lissonota cruentator ist ein koinobionter Endoparasitoid der Raupen der Zünsler-Art Synaphe punctalis. Deren Nahrungspflanzen bilden Beifuß (Arthemisia), Hornklee (Lotus) und Sonnenröschen (Helianthemum).